# Kimi to doko ka e ikitai
„Kimi to doko ka e ikitai” (jap. 君とどこかへ行きたい) – czternasty singel japońskiego zespołu HKT48, wydany w Japonii 12 maja 2021 roku przez Universal Music.
Singel został wydany w sześciu edycjach: czterech regularnych (Type A, Type B, Type-C, Type-D) oraz dwóch „teatralnych” (CD; Type-A, Type-B). Osiągnął 2 pozycję w rankingu Oricon i pozostał na liście przez 12 tygodni. Singel zdobył status złotej płyty.

## Lista utworów
Większość utworów zostało napisanych przez Yasushiego Akimoto.

### Type A
| CD | CD                                                                             | CD               | CD                   | CD      |
| Nr | Tytuł utworu                                                                   | Kompozycja       | Aranżacja            | Długość |
| -- | ------------------------------------------------------------------------------ | ---------------- | -------------------- | ------- |
| 1. | „Kimi to doko ka e ikitai” (jap. 君とどこかへ行きたい) (wyk. Tsubame Senbatsu) | Masahiro Kawaura | Yūichi "Masa" Nonaka | 5:07    |
| 2. | „Kimi to doko ka e ikitai” (jap. 君とどこかへ行きたい) (wyk. Mizuho Senbatsu)  | Masahiro Kawaura | Yūichi "Masa" Nonaka | 5:07    |
| 3. | „Cinderella nante inai” (jap. シンデレラなんていない)                          | Yū Shōji         | Yū Shōji             | 3:42    |
| 4. | „Kimi to doko ka e ikitai” (jap. 君とどこかへ行きたい) (Instrumental)          | Masahiro Kawaura | Yūichi "Masa" Nonaka | 5:07    |
| 5. | „Cinderella nante inai” (jap. シンデレラなんていない) (Instrumental)           | Yū Shōji         | Yū Shōji             | 3:42    |

| DVD | DVD                                                                                                | DVD     |
| Nr  | Tytuł utworu                                                                                       | Długość |
| --- | -------------------------------------------------------------------------------------------------- | ------- |
| 1.  | „Kimi to doko ka e ikitai” (jap. 君とどこかへ行きたい) (Tsubame Senbatsu Music Video)              |         |
| 2.  | „Kimi to doko ka e ikitai” (jap. 君とどこかへ行きたい) (Tsubame Senbatsu Music Video Making Movie) |         |

### Type B
| CD | CD                                                                             | CD               | CD                   | CD      |
| Nr | Tytuł utworu                                                                   | Kompozycja       | Aranżacja            | Długość |
| -- | ------------------------------------------------------------------------------ | ---------------- | -------------------- | ------- |
| 1. | „Kimi to doko ka e ikitai” (jap. 君とどこかへ行きたい) (wyk. Tsubame Senbatsu) | Masahiro Kawaura | Yūichi "Masa" Nonaka | 5:07    |
| 2. | „Kimi to doko ka e ikitai” (jap. 君とどこかへ行きたい) (wyk. Mizuho Senbatsu)  | Masahiro Kawaura | Yūichi "Masa" Nonaka | 5:07    |
| 3. | „UFO boshū-chū” (jap. UFO募集中)                                               | Jin Tsuchihashi  | Jin Tsuchihashi      | 3:33    |
| 4. | „Kimi to doko ka e ikitai” (jap. 君とどこかへ行きたい) (Instrumental)          | Masahiro Kawaura | Yūichi "Masa" Nonaka | 5:07    |
| 5. | „UFO boshū-chū” (jap. UFO募集中) (Instrumental)                                | Jin Tsuchihashi  | Jin Tsuchihashi      | 3:33    |

| DVD | DVD | DVD     |
| Nr  | Tytuł utworu | Długość |
| --- | --- | ------- |
| 1.  | „Kimi to doko ka e ikitai” (jap. 君とどこかへ行きたい) (Tsubame Senbatsu Music Video) |         |
| 2.  | „HKT48 ōmisoka Special Event ~Yaritakatta ano Live~ (Nishinihonshitiginkō HKT48 gekijō) Documentary zenpen” (jap. HKT48大晦日スペシャルイベント〜やりたかったあのライブ〜（西日本シティ銀行 HKT48劇場）Documentary前編) |         |

### Type C
| CD | CD                                                                             | CD               | CD                   | CD      |
| Nr | Tytuł utworu                                                                   | Kompozycja       | Aranżacja            | Długość |
| -- | ------------------------------------------------------------------------------ | ---------------- | -------------------- | ------- |
| 1. | „Kimi to doko ka e ikitai” (jap. 君とどこかへ行きたい) (wyk. Tsubame Senbatsu) | Masahiro Kawaura | Yūichi "Masa" Nonaka | 5:07    |
| 2. | „Kimi to doko ka e ikitai” (jap. 君とどこかへ行きたい) (wyk. Mizuho Senbatsu)  | Masahiro Kawaura | Yūichi "Masa" Nonaka | 5:07    |
| 3. | „Cinderella nante inai” (jap. シンデレラなんていない)                          | Yū Shōji         | Yū Shōji             | 3:42    |
| 4. | „Kimi to doko ka e ikitai” (jap. 君とどこかへ行きたい) (Instrumental)          | Masahiro Kawaura | Yūichi "Masa" Nonaka | 5:07    |
| 5. | „Cinderella nante inai” (jap. シンデレラなんていない) (Instrumental)           | Yū Shōji         | Yū Shōji             | 3:42    |

| DVD | DVD                                                                                               | DVD     |
| Nr  | Tytuł utworu                                                                                      | Długość |
| --- | ------------------------------------------------------------------------------------------------- | ------- |
| 1.  | „Kimi to doko ka e ikitai” (jap. 君とどこかへ行きたい) (Mizuho Senbatsu Music Video)              |         |
| 2.  | „Kimi to doko ka e ikitai” (jap. 君とどこかへ行きたい) (Mizuho Senbatsu Music Video Making Movie) |         |

### Type D
| CD | CD                                                                             | CD               | CD                   | CD      |
| Nr | Tytuł utworu                                                                   | Kompozycja       | Aranżacja            | Długość |
| -- | ------------------------------------------------------------------------------ | ---------------- | -------------------- | ------- |
| 1. | „Kimi to doko ka e ikitai” (jap. 君とどこかへ行きたい) (wyk. Tsubame Senbatsu) | Masahiro Kawaura | Yūichi "Masa" Nonaka | 5:07    |
| 2. | „Kimi to doko ka e ikitai” (jap. 君とどこかへ行きたい) (wyk. Mizuho Senbatsu)  | Masahiro Kawaura | Yūichi "Masa" Nonaka | 5:07    |
| 3. | „UFO boshū-chū” (jap. UFO募集中)                                               | Jin Tsuchihashi  | Jin Tsuchihashi      | 3:33    |
| 4. | „Kimi to doko ka e ikitai” (jap. 君とどこかへ行きたい) (Instrumental)          | Masahiro Kawaura | Yūichi "Masa" Nonaka | 5:07    |
| 5. | „UFO boshū-chū” (jap. UFO募集中) (Instrumental)                                | Jin Tsuchihashi  | Jin Tsuchihashi      | 3:33    |

| DVD | DVD | DVD     |
| Nr  | Tytuł utworu | Długość |
| --- | --- | ------- |
| 1.  | „Kimi to doko ka e ikitai” (jap. 君とどこかへ行きたい) (Mizuho Senbatsu Music Video) |         |
| 2.  | „HKT48 ōmisoka Special Event ~Yaritakatta ano Live~ (Nishinihonshitiginkō HKT48 gekijō) Documentary kōhen” (jap. HKT48大晦日スペシャルイベント〜やりたかったあのライブ〜（西日本シティ銀行 HKT48劇場）Documentary後編) |         |

### Wer. teatralna
| CD (Type A / Type B) | CD (Type A / Type B)                                                           | CD (Type A / Type B) | CD (Type A / Type B) | CD (Type A / Type B) |
| Nr                   | Tytuł utworu                                                                   | Kompozycja           | Aranżacja            | Długość              |
| -------------------- | ------------------------------------------------------------------------------ | -------------------- | -------------------- | -------------------- |
| 1.                   | „Kimi to doko ka e ikitai” (jap. 君とどこかへ行きたい) (wyk. Tsubame Senbatsu) | Masahiro Kawaura     | Yūichi "Masa" Nonaka | 5:07                 |
| 2.                   | „Kimi to doko ka e ikitai” (jap. 君とどこかへ行きたい) (wyk. Mizuho Senbatsu)  | Masahiro Kawaura     | Yūichi "Masa" Nonaka | 5:07                 |
| 3.                   | „Kono michi” (jap. この道) (wyk. Madoka Moriyasu)                              | Keigo Nozaka         | Keigo Nozaka         |                      |
| 4.                   | „Kimi to doko ka e ikitai” (jap. 君とどこかへ行きたい) (Instrumental)          | Masahiro Kawaura     | Yūichi "Masa" Nonaka | 5:07                 |
| 5.                   | „Kono michi” (jap. この道) (Instrumental)                                      | Keigo Nozaka         | Keigo Nozaka         |                      |

## Notowania
| Lista                             | Pozycja |
| --------------------------------- | ------- |
| Oricon Weekly Singles Chart       | 2       |
| Oricon Yearly Singles Chart       | 45      |
| Billboard Japan Hot 100           | 2       |
| Billboard Japan Hot Singles Sales | 2       |

## Sprzedaż
| Dane wg         | Sprzedaż |
| --------------- | -------- |
| Oricon          | 177 413  |
| Billboard Japan | 233 264+ |